# Ærø
 Der er for få eller ingen kildehenvisninger i denne artikel, hvilket er et problem. Du kan hjælpe ved at angive troværdige kilder til de påstande, som fremføres i artiklen.

Ærø er en 88 km² stor moræneø, som ligger ved den sydlige indgang til Lillebælt og er omgivet af Fyn mod nord, Langeland mod øst, Slesvig-Holsten mod syd og Als mod vest. Ærø er en af Danmarks mindste ø-kommuner. Der bor 5.997 (2023) på øen.
Marstal og Ærøskøbing Kommuner blev den 1. januar 2006 sammenlagt som Ærø Kommune. Fra 1. januar til 31. december 2006 var kommunen en del af Fyns Amt. Kommunens rådhus ligger i Ærøskøbing. Kommunen er en del af Region Syddanmark.
Øens sygehus, Sygehusenheden Ærø, hører under Odense Universitetshospital.

## Demografi
De største byer på øen er:
- Marstal 2.035 indbyggere  (2025)[2]
- Ærøskøbing 932 indbyggere  (2025)[2]
- Søby 420 indbyggere  (2025)[2]
- Ommel 255 indbyggere  (2025)[2]
- Bregninge (Ærø) 206 indbyggere (2021)
- Vindeballe 201 indbyggere (2021)
- Tranderup 176 indbyggere(2024)

## Geografi
Øen er cirka 30 kilometer lang og 8 kilometer på det bredeste sted. Til Ærø hører øerne Birkholm, Dejrø, Lilleø, Store Egholm, Lille Egholm, Nyland, Halmø, Langholm, Langholmshoved og Lindholm.
Marstal er med sine 2.111 indbyggere (2020) øens største by og har havn, rederier, værfter og navigationsskole. Midt på øen ligger Ærøskøbing med sine historiske gamle gader og huse helt tilbage fra 1600-tallet. Det nordlige Søby er øens industricentrum med øens største arbejdsplads, Søby Værft, og største erhvervshavn. Derudover findes følgende landsbyer og bebyggelser: Bro, Dunkær, Græsvænge, Kragnæs, Leby, Lille Rise, Olde, Ommel, Skovby, Stokkeby, Store Rise, Tivoli, Tranderup, Vindeballe og Voderup.
Oprindeligt var Ærø delt i to dele, så Marstal kun stod i forbindelse med resten af Ærø med vadestedet Drejet, ude ved Østersøen. Først efter at Gråsten Nor i 1856 blev inddæmmet, fik Marstal-halvøen en fast vejforbindelse til det øvrige Ærø. Den nuværende amtsvej er forhøjet, og bag vejen og den plantede skov ligger det nu afvandede Gråsten Nor, et stort engområde med flere uopdyrkede områder af stor botanisk værdi.
Nørreholm nord for Gråsten Nor er på 12 ha. og har en kystlængde på 2,0 km. Øen er en flad, marint dannet holm, der efterhånden er blevet landfast med Ærø. Der findes ingen forstrand af betydning. Mod nord nedbrydes kysten langsomt af bølgerne. Øen afgræsses og midt på denne findes, foruden et fortidsminde, en vandingsmølle og et vandingshul. Øens planteliv er rigt.
Ud mod Østersøen står kysten med høje skrænter, og her nedbrydes dele af den hver vinter.
Ved Marstal og Ærøskøbing ligger flere småøer og holme, hvoraf kun Birkholm er beboet hele året. Øerne Dejrø, Lilleø og Store Egholm har fra gammel tid været brugt til sommergræsning af kvæg, gæs og får.
De andre krumodder på og ved Ærø er Halmø og Trillerne på Ommel-halvøen, der strækker sig ud mod øst. Trillerne vokser stadig og består af strandenge og krumodder omgivet af fladvand.
Vitsø Nor sydvest for Søby er en omkring 150 hektar stor fredet fjordarm, som indtil omkring år 1600 var sejlbar. Vitsø Nor blev inddæmmet i 1788, men blev oversvømmet under stormfloden i 1872. I dag er den igen inddæmmet. Den fredede Vitsø Mølle, der ligger bag strandengene mellem afvandingskanalerne ved noret, er en hollandsk pumpemølle bygget i 1883 for at afvande Vitsø Nor.
Næbbet på Ærøs nordspids er et af øhavets mest karakteristiske eksempler på et vinkelforland dannet, hvor en vest- og østgående strøm mødes. Områdets små strandsøer er gamle ralgrave i strandvoldene. Næbbet består af sand, grus og ral aflejret af vind og strøm. Efter at Næbbet efter intens grusgravning fra 1890 til 1975 blev genetableret er der opstået et nyt naturområde med et rigt fugle- og planteliv.
Landtangen Urehoved nord for Ærøskøbing er kendt for sin særprægede natur med strandenge, som i nord ender i et morænelandskab.

### Geologi
Ærø er en del af det Sydfynske Øhav, som er Danmarks største oversvømmede istidslandskab. Øen er en lang drumlin-bakke formet af dødis, der ikke kunne få morænejorden slæbt helt med sig. Det har efterladt lange bakkedrag med samme retning som isens bevægelsesstand.
Ved den 33 meter høje Voderup Klint er der flere kilometer lange, trappeformede skredterrasser, der som kæmpemæssige trappetrin forbinder havet og den høje ø. Terrassedannelsen skyldes udskridninger forårsaget af klintens særlige opbygning af det blågrønne cyprina-ler, der har navn efter de molboøsters, som er efterladt i leret, der blev aflejret i det hav, som for 100.000 år siden dækkede Danmark i perioden mellem den næstsidste og sidste istid.
Geologisk interessant er også de mange krumodder som f.eks. den 1,5 kilometer lange Ærø Hale ved Marstal, som består af strandvolde, sandrevler og krumodder der som følge af havets påvirkning til stadighed ændrer form. Sandbankerne fortsætter via Langholm og Storeholm til Langeland ved Ristinge Hale, der også er en krumodde. Der ligger et undersøisk sandrev mellem Ærø og Langeland. Det er muligt i stille vejr at vade gennem vandet fra Ristinge Hale over til Storeholm og videre til holmene Lindholm, Langholmshoved og Langholm. Fra Langholm er der kun få hundrede meter til Marstal Havn, hvor der er gravet en sejlrende, som gør, at man ikke kan vade fra Langeland til Ærø.

### Flora og fauna
De mange lokale træskibsværfter og en enkelt svenskerkrig betød, at Ærø for flere hundrede år siden mistede de sidste rester af sine skove. I dag etableres der skov otte steder på øen.
Gråsten Nor ved Drejet har haft en rig flora med bl.a. orkideer, maj-gøgeurter og eng-ensianer, men udtørring truer flere arter. I noret ynglede tidligere bl.a. stor kobbersneppe og brushane, men begge arter er for flere år siden forsvundet på grund af manglende naturpleje.
Storeholm med rev er Sydfyns vigtigste rastelokalitet for vadefugle. Tusinder af almindelige ryler holder til her, ligesom kobbersnepper, regnspover og sandløbere træffes her.
Voderup Klint har mange sjældne græsarter og insekter, eksempelvis den sjældne løbebille stor guldløber.
Ærøs tilbageværende vandhuller er ynglested for springfrøen (Rana dalmatina) og den næsten udryddede klokkefrø (Bombina bombina). Omkring vandhullerne er der tillige igen kommet en voksende snogebestand.

## Historie
Ærøs historie kan føres tusinder af år tilbage. Der er fundet rester af 3.800 år gamle bosættelser. Øen har mange velbevarede fortidsminder, som langdysser, kæmpehøje og en jættestue ved Kragnæs.
Fra begyndelsen af middelalderen havde den danske konge omfattende godsbesiddelser på Ærø. Ifølge hovedlisten i Kong Valdemars Jordebog fra 1231 var hele øen kongens arvegods, dvs. stort set alt bondegodset på øen med de dertil hørende kongsgårde, med undtagelse af de to kongelev Brunsnæs og Skjoldnæs, formodentlig da forholdsvis ubetydelige skovdistrikter beliggende dels i øens vestende, hvor den yderste spids endnu hedder Skjoldnæs, dels i det nuværende Marstal sogn. Da Valdemar Sejrs datter Sophia, omkring 1230 blev gift med den brandenburgske markgreve Johan I, gik de kongelige ærøske besiddelser over som medgift. De gik siden i arv til deres tre sønner markgreverne og medregenter Johan II, Otto IV "med pilen", og Conrad I, som var også fætre til kong Erik Klipping, der i øvrigt var gift med deres halvsøster, dronning Agnes. Selve købstaden Ærøskøbing, der har en udpræget nordtysk byplan, skylder utvivlsomt brandenburgerne sin tilblivelse i denne periode. Den længstlevende af dem, Otto IV, døde 1308, og da hverken han eller Johan II. havde arvinger, gik regeringen over til Conrads søn Valdemar, der, efterhånden som de forskellige linjer uddøde, arvede alle de brandenburgske lande. I denne periode - hvor Valdemar af Brandenburg kom i modsætning til kong Erik Menved - var drosten Laurids Jonsen (Panter), en af kongens højtbetroede mænd, Valdemars lensmand for 100 mark årligt: Det svarer til en værdi af lenet på 1.000 mark sølv. Denne aftale blev beseglet af Christopher II, dengang hertug. I august 1319 døde markgrev Valdemar, og da hans eneste arving var en mindreårig nevø, og da denne døde allerede det følgende år, var hele mandsstammen af det Askaniske hus uddød.
Ærø, der havde været de brandenburgiske markgrevers private arvegods, gled tilbage til den danske krone. Under Christopher II's første regeringstid mistede Laurids Jonsen forleningen af Ærø, men fik det igen (med Tranekær Slot og Langeland) af grev Gerthard III af Holsten. Men for at bevare sine store forleninger måtte Laurids Jonsen den 2. marts 1331 indgå et forlig med greven af Holsten, hvorved han pantsatte Ærø til denne for 1.000 mark sølv, hvad der blev begyndelsen til Ærøs mere end 500-årige forbindelse med hertugdømmerne.
I århundreder var Ærøs og Sønderjyllands historie tæt knyttet sammen. Øen var tildelt slesvigske, alsiske og holstenske hertuger gennem arv, pantsætninger og forleninger. Udviklingen for dette kongelige gods følges op gennem middelalderen, og der var en markant forskel i udviklingen mellem de ejendomme, der var kongens arvegods, og det gods, som var krongods. Først i midten af 1700-tallet tilbagekøbte den danske konge Ærøs jorder, og herefter fulgte en udstykning af kronens gods. Ærø hørte stadig til Slesvig. Efter nederlaget til Østrig og Preussen i 1864 var det kun en tilfældighed, at Ærø ikke fra 1864, sammen med Sønderjylland, blev en del af Preussen. Øen blev overført til Kongeriget Danmark i bytte for de kongerigske enklaver.
Ved lov af 1866 16/2 1866 blev Ærø forenet med Kongeriget Danmark den 1. april 1867 og kom administrativt til at høre til Svendborg amt. I gejstlig henseende kommer Ærø tilbage til Odense Stift.
1872 blev Marstal og Ærøskøbing ramt af en stormflod, der fik skibene til at sejle op i gaderne i Marstal og ødelagde klinten ved Ærøskøbing. De to familier på øen Store Egholms, nordøst for Ærøskøbing, måtte på grund af total oversvømmelse forlade øen, der siden ikke har været beboet.
I 1890'erne kulminerede Ærøs handelsflåde. Alene i Marstal var der i året 1893 ikke færre end 341 enheder, hvilket i hele Danmark kun var overgået af København. Interessant nok var Marstals telegrafstation i denne tid den næste mest travle i landet, igen kun overgået af hovedstaden. Marstal havde i denne periode otte nybygningsværfter.
1. verdenskrig kostede 53 ærøske søfolk livet og 42 skibe forliste, hovedparten kom fra Marstal og omegn. Mellemkrigstiden var en bestandig kamp for at overleve. Sejlskibene blev fortrængt af dampskibene. Kun Newfoundlandsfarten var urentabel for dampskibene – her sejlede en stor del af de tre-og tomastede ærøske skonnerter med fiskeladninger ud fra den vidtstrakte Labradorkyst og Newfoundland.
2. verdenskrig kostede over 80 af øens søfarende livet, hovedsagelig fra Marstal og omegn.
Den 1. januar 2006 blev Ærøs to kommuner sammenlagt til Ærø Kommune med hovedsæde i Ærøskøbing og borgerservicekontor i Marstal.

## Kultur
Øen har flere museer og tilbagevendende kulturelle begivenheder. Marstal Søfartsmuseum ligger i Marstal og har belyst søfarten siden 1929.
Ærø Museum i Ærøskøbing er et kulturhistorisk museum, der rummer samlinger fra købstads-, søfarts- og landbomiljø – herunder en kollektion af folketøj og legetøj. I haven bag museet er en købstadshave fra tiden omkring 1920 genetableret.
Øhavets Restaureringscenter syd for færgelejet i Ærøskøbing er et kultur- og formidlingsfaciliteter med mange forskellige aktiviteter. Her kan man opleve det gamle værftsareal.
Ærøskøbing har et velbevaret middelalderligt gadeforløb med et stort antal gamle huse. Hammerichshus var billedhuggeren Gunnar Hammerichs hjem i et velbevaret 1700-tals hus med en samling antikviteter og hollandske kakler. I kælderen på byens rådhus findes en samling af Hammerichs buster i gips. Gunnar Hammerich har også boet i Vestergade nr. 44, som i dag er fredet og fungerer som pensionat.
Flaske-Peters samling i Ærøskøbing har omkring 1.700 flaskeskibe og 50 store modelskibe. Peter Jacobsen (1873-1960) fortsatte med at bygge flaskeskibe helt frem til sin død. Samlingerne omfatter også H.C. Pedersens træskærerarbejder samt en nyetableret opstilling af D/S ÆRØ´s kontor fra Ærøskøbing Havn med mange færgemalerier af marinemaleren Hans Schøsler-Pedersen (1898-1980).
Kogehuset i Ærøskøbing fra 1810 på havnemolen fungerede i gamle dage som kogested for sejlskibene i havn, da åben ild om bord på træskibene ikke var tilladt. 1850 fik det påmonteret et fyrhul, som viste fartøjerne til Ærøskøbing Havn. Omkring 1860 ophørte kogehuset som madkogningssted. Fra 2001 benyttes det renoverede ”Kogehus” af gæstesejlere, der nu har mulighed for at stå indendørs i tørvejr og tilberede aftensmaden.
Marstal var i 1500-tallet et lille fiskerleje som fra 1700-tallet udviklede sig til en betydningsfuld søfartsby. Marstal Søfartsmuseum råder over fire bygninger med blandt andet cirka 200 skibsmodeller, cirka 130 flaskeskibe og flere hundrede skibsportrætter.
Motorfabrikken Marstal arrangerer koncerter, kurser og andet. Der er en motorsamling med værksted, et iværksætterhus med kaffebar og en konferencesal med workshops.
Vitsø Nor er et fredet naturområde på den vestlige del af Ærø vest for Søby. Genopretningen af vådområdet Vitsø blev indviet den 22. januar 2010. Samtidig åbnedes et nyt forløb af stier rundt om søen. Der er adgang gennem området til fods og på cykel.
Søbygård rummer bygningsdele tilbage fra 1580'erne. I hovedbygningen (kaldet Slottet) er der skiftende udstillinger og museum. I en af gårdens længer er der en sal til brug for lokale aktiviteter. Søbygård er samlingssted for øens beboere. Ærø Festspil opfører hvert år friluftspil med op til 100 medvirkende amatører.
Søby Volde nord for Søbygård er et forsvarsanlæg i bunden af det dengang sejlbare Vitsø Nor, som antagelig blev opført af kongemagten i 1100-tallet.
Øen rummer flere gamle vindmøller. Ærøskøbing Bymølle er en original hollandsk vindmølle fra 1848. Møllen var i drift til 1957. Fra møllebakken er der udsigt til byen og det åbne landskab. Søby Mølle i Søby er en stråtækt hollandsk mølle fra 1881. Nord for Søby Volde ligger Vester Mølle som er en hollandsk vindmølle opført i 1824 som erstatning for to ældre stubmøller. Vitsø Mølle øst for dæmningen er en hollandsk pumpemølle fra 1800-tallet, som blev fredet i 1958.
På den vestlige del af Ærø fejres dagene omkring Helligtrekonger med en helt speciel tradition. Her går man, udklædt fra top til tå, rundt på besøg i hinandens huse med historier fortalt med forvrænget stemme, udsprunget af det lokale liv på egnen. Man får serveret kirsebærvin, som man må drikke igennem sugerør for ikke at tage masken af og dermed afsløre sin identitet. I Bregninge, Leby, Skovby, Tværby og Søby, og i Bregninge Kirke afholdes Hellig tre Kongers gudstjeneste med besøg af forskellige maskeklædte folk.
Fastelavn har på Ærø sit helt eget særpræg. Skolebørnene har fri hele dagen fastelavnsmandag, og om morgenen vækkes de voksne af børn, der slår på grydelåg og råber på fastelavnsboller. Herefter fyldes gaderne i alle byer og landsbyer øen langs af udklædte børn, der rasler fastelavn. Flere steder er der i løbet af dagen arrangementer, hvor der slås katten af tønden. Når børnene er færdige med at rasle og mørket falder på, er det de voksnes tur til at gå fastelavn. I Marstal, Ærøskøbing og byerne derimellem går maskeklædte folk rundt til de huse, der i god tid har meldt, at de holder åbent hus. Hvert sted drikker de en skænk med sugerør, da de ikke må genkendes. Senere på aftenen er der maskebal de forskellige steder, hvor folk smider maskerne, og der uddeles præmier til de bedst udklædte.
Traditionen på Ærø med at koge og spise æg på stranden påskelørdag stammer sandsynligvis fra omkring 1870, hvor børnene midt på øen gik rundt til gårdene, sang for beboerne og fik æg, som de tog med til stranden og kogte i havvand. I nutiden samles deltagerne, uanset vejret, i små og store grupper omkring bålet. Siden har traditionen med at "koge æg på stranden" udviklet sig gennem 1-00 tallet, men er først blevet almindelige på hele øen omkring 1970. Der koges æg i saltvand over åben ild, ristes pølser og snobrød, som skylles ned med øl eller sodavand.

## Ærøs kirker
Resterne af Sankt Alberts Kirke blev udgravet af Langelands Museum i 1995-96, hvilket afdækkede, at stedet siden 700-tallet har været befæstet med en høj jordvold og en voldgrav. Rundt om kirken fandt man omkring 50 grave, hvoraf mange var børnegrave. Øvrige fund var blandt andet et stort antal mønter, der daterer kirkens anvendelsestid.
Det store befæstede anlæg blev genskabt, og måler cirka 60x30 meter og består af en omkring tre meter dyb grav og et kraftigt voldanlæg.
Kirkerne på Ærø: Marstal Kirke, Ommel Kirke, Ærøskøbing Kirke, Rise Kirke, Tranderup Kirke, Bregninge Kirke og Søby Kirke.
- Marstal Kirke.
- Ommel Kirke
- Ærøskøbing Kirke
- Rise Kirke
- Tranderup Kirke
- Bregninge Kirke
- Søby Kirke

## Uddannelse
Der er en folkeskole for hele øen i Marstal, desuden findes Ærø Friskole, Marstal Navigationsskole og Kunsthøjskolen på Ærø ved Vestermølle sydøst for Søby.
HF & VUC Marstal har omkring 200 elever på årsplan, hvoraf cirka 150 er på den 3-årige HF Søfart, fordelt på 6 klasser. HF Søfart er en ungdomsuddannelse, som består af en HF og en grundlæggende søfartsuddannelse. Desuden er der to klasser på den 2-årige HF, som primært er målrettet Ærøs egne unge. Der tilbydes også almen voksenuddannelse (AVU) for voksne på 9. og 10. klasse-niveau og giver mulighed for at fortsætte på en ungdomsuddannelse.
Det Gamle Værft i Ærøskøbing er en socialøkonomisk virksomhed, hvor unge og voksne gennemgår et forløb, som kan være et job, en læreplads eller en uddannelse. Arbejdet kan bestå af produktion i jern eller træ, overhaling af motorer, vedligeholdelse eller andet. Værftet har værksteder udstyret med nødvendigt værktøj, materialer og sikkerhedsudstyr.

## Transport og infrastruktur
- M/F Ærøskøbing
- M/F Marstal
- M/F Skjoldnæs
- Elfærgen Ellen
- M/F ÆrøXpressen

Der udgår fem færger fra øen:
- Fra Marstal til Rudkøbing på Langeland sejler M/F ÆrøXpressen
- Fra Ærøskøbing til Svendborg på Fyn sejler M/F Ærøskøbing og M/F Marstal.
- Fra Søby til Fåborg på Fyn sejler M/F Skjoldnæs
- Fra Søby til Fynshav på Als sejler Elfærgen Ellen.
- Det er gratis at køre med busserne på de normale ruter på Ærø. Alle busser kører til og fra havnene i Søby, Ærøskøbing og Marstal.
- Der er en lille flyveplads i nærheden af Marstal, hvor der kan bestilles flyforbindelse til Fyn og København eller en rundflyvning over det Sydfynske Øhav.

### Energi og forsyning
Foreningen Ærø Energi- og Miljøkontor på skolevej 11 i Marstal vejleder om energi og miljø til borgere, foreninger, private og offentlige virksomheder.
- Ærøs tre fjernvarmeværker har hver sit eget solfangeranlæg.
- Ærøs seks vindmøller står ved Ærøs sydvestvendte kyst ved Risemark og Vejsnæs og erstatter ældre og udtjente vindmøller. De første tre nye møller blev sat i drift i december 2002. De nyeste tre møller blev sat i drift i november 2011, og Ærø er nu selvforsynende med elektricitet. Møllerne er Vestas-modeller på 2 MW. Møllerne er hver 60 meter høje til navet, og vingerne måler 40 meter.

- Marstal Fjernvarme blev oprettet som et andelsselskab i 1962 og er tilsluttet 1.600 forbrugere. Op mod 50 % af varmeproduktionen kommer fra 35.000 kvadratmeter solfangere. Afhængig af hvor meget solen skinner, kommer 40 % af varmeproduktionen fra afbrænding af træflis, 2-3 % fra en varmepumpe og den sidste rest op til 100 % fra afbrænding af Bio-olie. Et dampvarmelager med en kapacitet på 75.000 kubikmeter vand kan rumme varmen fra en årsproduktion på de nye solfangere, hvilket vil sige 6-7 MWh om året. Det svarer til en måneds varmeforbrug i Marstal, hvor der bor 2.550 mennesker
- Ærøskøbing fjernvarme producerer varme gennem solvarmeanlæg, halmfyr og træpillefyr og drives dermed for størstepartens vedkommende af vedvarende energi. Andre solenergianlæg, bl.a. ved Rise, samt en vindmøllepark, er med til at gøre øen til et centrum for vedvarende energi.
- Elfærgen Ellen er en elektrisk drevet færge, som blev sat i drift mellem Søby og Fynshav på Als den 15. august 2019. Færgen afløser M/F Skjoldnæs. Skroget til el-færgen kom i oktober 2017 fra et værft i Stettin i Polen til Søby Værft, hvor cirka 60 medarbejdere i 2017 og 2018 var beskæftiget med at klargøre færgen og installere elmotorer fra det finske firma Visedo. Der står stadig Visedo på motorerne, men i færgens fire år lange projekttid er fabrikatet i mellemtiden blevet dansk, efter at virksomheden i 2017 blev opkøbt af Danfoss. Planen er, at Ellen i første omgang skal betjene Søby-Fynshav-ruten, mens M/F Skjoldnæs skal besejle Søby-Faaborg-ruten. På længere sigt kan det forventes, at Skjoldnæs udfases, og Ellen kommer til at betjene begge Søby-ruter.

I 1934 blev Ærø Redningskorps oprettet i Dunkær, og samme sted drives i dag en kombineret vognmandsforretning, rednings- og brandstation. Indtil september 2009 stod firmaet selv for ambulancetjenesten. Herefter udførte Ærø Redningskorps opgaven for Falck. Ambulancemandskabet bliver dog kaldt ud fra Falcks/regionens vagtcentral i Odense. Den 31. august 2015 overdrog Region Syddanmark ambulancetjenesten på Ærø til BIOS Ambulance Services Danmark. I 2016 gik selskabet konkurs, hvorefter Region Syddanmark overtog ambulancedriften. Der er i dag ansat 18 medarbejdere hos Ærø Redningskorps og Vognmandsforretning ApS. Herudover er der fire deltidsbrandmænd.

## Erhverv
Ærø har omkring 100 butikker og servicevirksomheder. Der er et bredt udvalg af håndværksvirksomheder, flere skibsværfter og rederier. Øen rummer både konventionelt og økologisk landbrug.
Ærøs største virksomhed er Søby Værft i Søby. Det blev grundlagt i 1931 som motorværksted af Arthur Christian Jørgensen (1908-1994) og har gennem årene udviklet sig til at være et reparations- og nybygningsværft med omkring 130 medarbejdere.
I 1934 blev Ærø Redningskorps oprettet i Dunkær. I dag drives her en kombineret vognmandsvirksomhed og redning- og brandstation. Indtil 2009 stod firmaet selv for ambulancetjenesten. Herefter udførte Ærø Redningskorps opgaven for Falck. Ambulancemandskabet bliver dog kaldt ud fra Falcks/regionens vagtcentral i Odense. Den 31. august 2015 overdrog Region Syddanmark ambulancetjenesten på Ærø til BIOS Ambulance Services Danmark. I 2016 gik selskabet konkurs, hvorefter Region Syddanmark overtog ambulancedriften. Der er i dag ansat 18 medarbejdere hos Ærø Redningskorps og Vognmandsforretning ApS. Herudover er der fire deltidsbrandmænd.

## Turisme
En stor del af Ærøs økonomi og erhverv er bundet op på turisme. Øen er et populært feriemål pga. sine badestrande samt for cykelferier og lystfiskeri. De tre havne på øen tiltrækker også mange sejlturister. Udover almindelige sommerhusturisme har øen også slået sig op som et sted at blive gift. I 2013 blev 2.050 udenlandske par fra 64 forskellige lande gift på Ærø, hvilket betyder, at der bliver viet 40 gange så mange udlændinge som danskere på Ærø. I 2016 blev 3600 par gift på øen; Øen har kun lidt over 6000 indbyggere.
De fleste af øens hoteller er fordelt i Marstal og Ærøskøbing. Desuden findes der både kroer, vandrehjem og campingpladser. En del restauranter på Ærø har åbent hele året, men flere har sæson-åbent.
Vandrestien Øhavsstien, der på Ærø er 36 km lang, går fra Marstals havn og løber langs kysten ud i det åbne land, over dæmningen ved Gråsten Nor og ad bakker og snoede veje til Ærøskøbing. Herfra går stien langs kysten forbi Borgnæs og området ved Ærø Naturpark. Videre på tværs af Ærø forbi det historiske anlæg ved Søbygaard til Vitsø inden stien ender i Søby.
Cykelrute 91 er 30,5 km lang. Fra Søby går ruten forbi Vitsø, hvor der er et rigt fugleliv, og ruten fortsætter gennem Leby til Bregninge og til naturområdet Voderup Klint. Ruten går videre til Ærøs sydligste punkt, Vejsnæs Nakke, og til resterne af Sankt Alberts Kirke. Ruten ender i Marstal.
Cykelrute 92 er 10,5 km lang og går fra Marstal til Ærøskøbing. Ruten går igennem landsbyerne Ommel og Kragnæs, gennem Gråsten Nor, og fortsætter derefter af Nevrestien til Ærøskøbing, hvor ruten ender.
Cykelrute N8 går fra Ærøskøbing langs Borgnæs Bugt og videre gennem ”Ærøs alper”, hvor man har udsigt over det Sydfynske Øhav. Ruten går forbi landsbyen Skovby og forbi herregården Søbygaard. Ruten slutter på havnen i Søby, hvorfra færgerne Elfærgen Ellen og M/F Skjoldnæs sejler til Als og Fyn.

## Kendte personer
- Anders Arrebo (1587-1637). Digter, præst, født i Ærøskøbing.
- Albert Heinrich Riise (1810-1882). Apoteker og fabrikant.
- Jens Erik Carl Rasmussen (1841-1893). Kunstmaler, født i Ærøskøbing.
- Peter Tom-Petersen (1861-1926). Kunstmaler og tegner, boede hver sommer fra 1918 i Ærøskøbing.
- Peter Knutzen (1887-1949). Generaldirektør for DSB, født i Søby.
- Gunnar Hammerich (1893-1977). Billedhugger, boede fra 1943 i Ærøskøbing.
- Arthur Christian Jørgensen (1908-1994). Skibsværftsejer og iværksætter, etablerede i 1931 Søby Motorfabrik i Søby.
- Sven Havsteen-Mikkelsen (1912-1999). Kunstmaler, boede fra 1972 på Ærø.
- Anna Sophie Seidelin (1913-1998). Forfatter, oversætter, boede fra 1976 i Ærøskøbing.
- Alan Havsteen-Mikkelsen (1938–2002). Arkitekt, boede fra 1969 på Gammelgård.
- Thomas Winding (1936-2008). Forfatter, tv-producer, boede i Skovby.
- Finn Slumstrup (1941-2018). Forfatter, foredragsholder, boede fra 2009 i Ærøskøbing.
- Erik Kromann (1946-). Født i Marstal, forhenværende museumsleder på Marstal Søfartsmuseum, forfatter, politiker.
- Jørgen Otto Jørgensen (1950-). Født i Marstal, lærer og borgmester i Ærø Kommune fra 2006 til 2010.
- Niels Sindal (1950-). Tidligere medlem af Folketinget/Europaparlamentet og medlem af Ærøskøbing Kommunalbestyrelse fra 1986 til 1994.
- Makka Kleist (1951-). Skuespiller, har siden 2018 boet i Ærøskøbing.
- Carsten Jensen (1952-). Født i Marstal, forfatter.
- Karsten Landro (1957-). Født i Ommel, forhenværende borgmester i Ærø Kommune.
- Solvej Balle (1962-). Forfatter, har siden 2008 boet i Marstal.
- Ib Monrad Hansen (1963-). Billedhugger og kunstmaler, har siden 2023 boet i Øster Bregningemark.
- Nils Kromann Nielsen (1971-). Fra 2013 til 2017 fodboldtræner for kvindelandsholdet, er opvokset i Marstal.
- Naja Abelsen (1964-). Billedkunstner, har siden 2010 boet i Ærøskøbing.
- Jesper Wung-Sung (1971-). Født i Marstal, forfatter.
- Jesper Groth (1989-). Født på Ærø, skuespiller, musiker.

## Venskabskommuner
- Eksjö Kommune, Sverige.
- Glücksborg og Elsfleth kommuner, Tyskland.

## Galleri
- Ærøskøbing
- Nordlige del af Ærøs Hale og Marstal Havn.
- Vester Mølle syd for Søby
- Søby.
- Strandbyen Havn, Ommel